# Abraham Cresques
Pour les articles homonymes, voir Cresques.

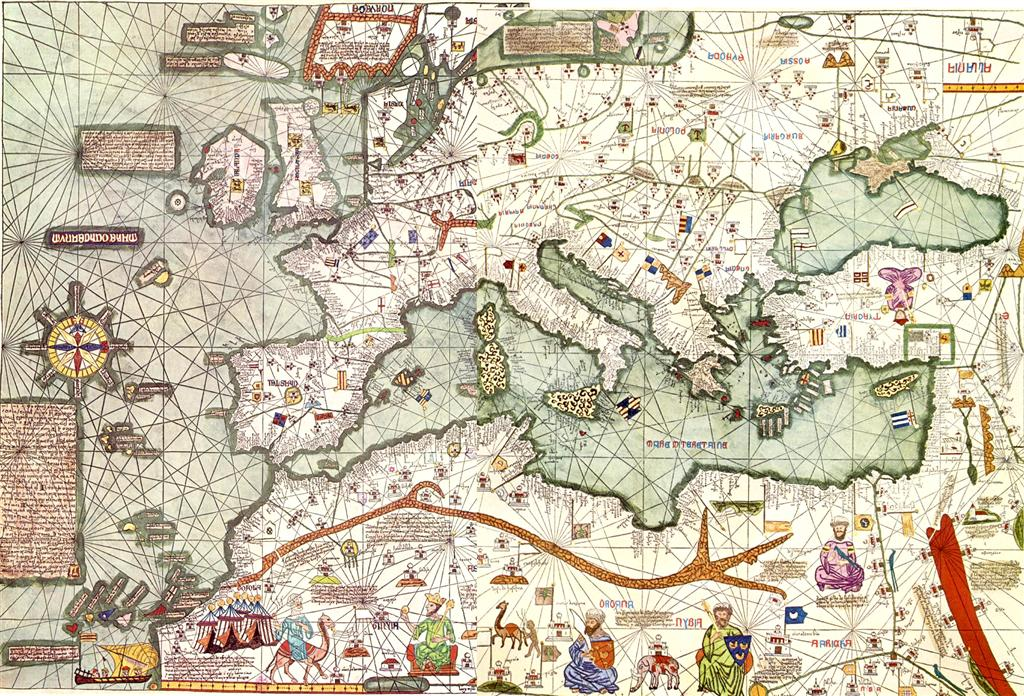
Reconstitution de la partie occidentale de l'Atlas catalan attribué à Cresque Abraham.

Abraham Cresques ou, plus exactement Cresques Abraham (Cresques, fils d'Abraham ; *v.1325–†v.1387) est un cartographe majorquin de confession juive. Il serait l’auteur de l’Atlas catalan, réalisé en collaboration avec son fils Jehuda Cresques.

## Biographie
Sa vie est peu connue. Il est l'un des chefs de file de l'école majorquine de cartographie dont l'apogée se situe au XIVe siècle. Il était maître des cartes du roi d'Aragon. Le fait qu'il soit l'auteur de l'Atlas catalan, présent dans les collections du roi de France Charles V en 1380, est attesté par certaine documentation et reste controversé. Il a honoré dans les années 1380 des commandes similaires pour les rois de France et d'Aragon.

Une lettre de l'infant Jean Ier d'Aragon indique :
« Nous notifions par notre lettre notre cher cousin le roi de France que nous lui envoyons par... sire Guillaume de Courcy, porteur de la présente, une nôtre mappemonde. Et comme P[ère] Palau a ladite mappemonde, nous voulons et vous ordonnons que... tantôt livriez ou fassiez livrer la susdite mappemonde au mentionné seigneur Guillaume, sans que de reconnaissance ni de récépissé mention soit faite. Et ceci fait, procurez-vous (de) Cresques le Juif qui ladite mappemonde a faite, lequel s'il est là comme nous pensons qu'il doit être, se trouve dans la juiverie, et, vous présent, il informera le dit sire Guillaume de toute chose qui soit nécessaire, afin qu'il puisse le transmettre au roi [de France]. Et en cas que le dit Juif n'y soit pas, procurez-vous deux bons marins qui de la dite mappemonde informent le susdit Sire Guillaume au mieux qu'ils pourront ».
Nommé maître des cartes et boussoles du roi, il utilise l'argent gagné lors de promotion[Quoi ?] pour aider sa communauté et faire construire des bains rituels pour les Juifs de Palma.
Son fils Jehuda Cresques, devenu Jaume Riba (Jacobus Ribes) après sa conversion forcée au catholicisme en 1391 lors des persécutions antijuives, poursuivit le travail de son père et fut maître des cartes nautiques de la Couronne d'Aragon.

## Cartes
L’Atlas catalan est la seule carte qui a été attribuée avec certitude[réf. nécessaire] à Abraham Cresques. Lui-même, son fils Jehuda et son atelier pourraient avoir réalisé au moins cinq autres cartes conservées jusqu'à l'époque contemporaine : quatre portulans et un fragment de mappemonde, non signés, non datés, et sans doute réalisés entre 1375 et 1400.
- L’Atlas catalan (vers 1375), six panneaux de parchemin représentant le monde de l'océan Atlantique à la Chine, conservé à la Bibliothèque nationale de France, à Paris,
- La Carte de Venise (entre 1375 et 1400), un portulan (sans l'Europe du Nord), conservé à la Bibliothèque marcienne, à Venise,
- La Carte de Florence (entre 1375 et 1400, un portulan (seulement de la Méditerranée occidentale), conservé à la Bibliothèque nationale centrale de Florence,
- La Carte de Naples (entre 1375 et 1400), un portulan conservé à la Bibliothèque nationale Vittorio Emanuele III de Naples,
- La Carte d'Istanbul (entre 1375 et 1400), un fragment de mappemonde conservé au palais de Topkapı, à Istanbul,
- La Carte de Paris (vers 1400), un portulan conservé à la Bibliothèque nationale de France, à Paris.

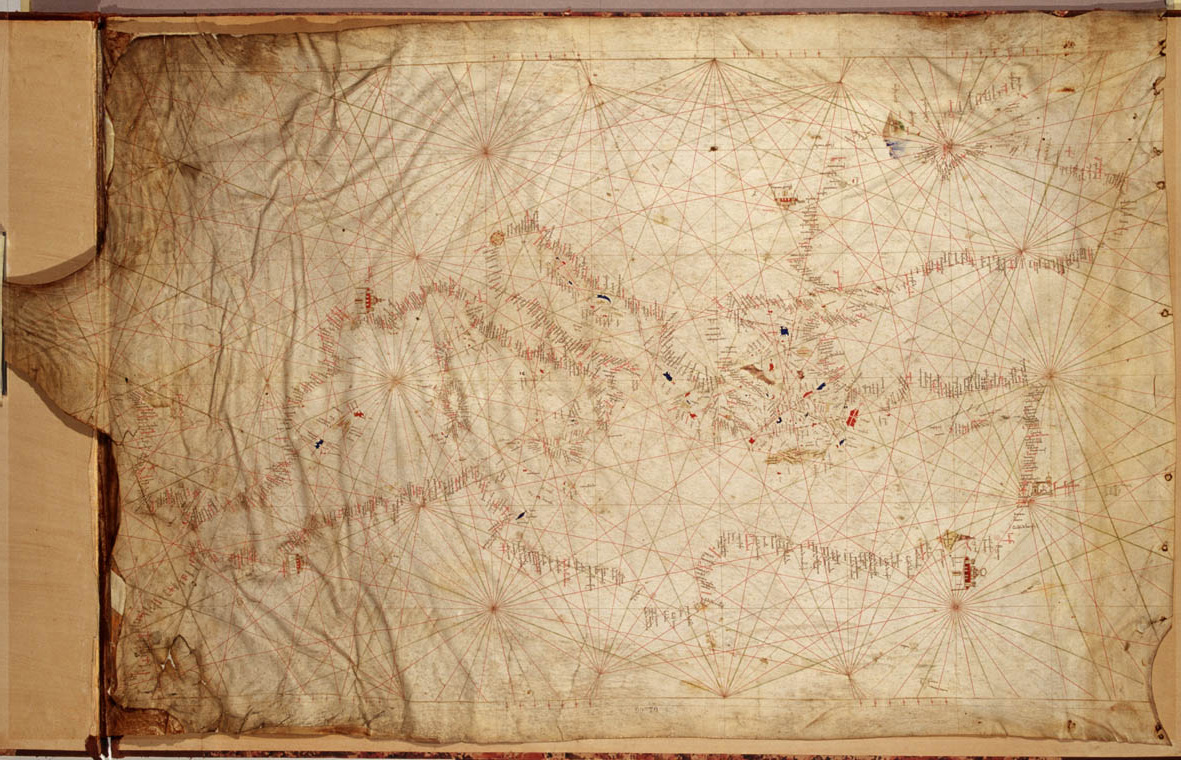
Carte de Venise
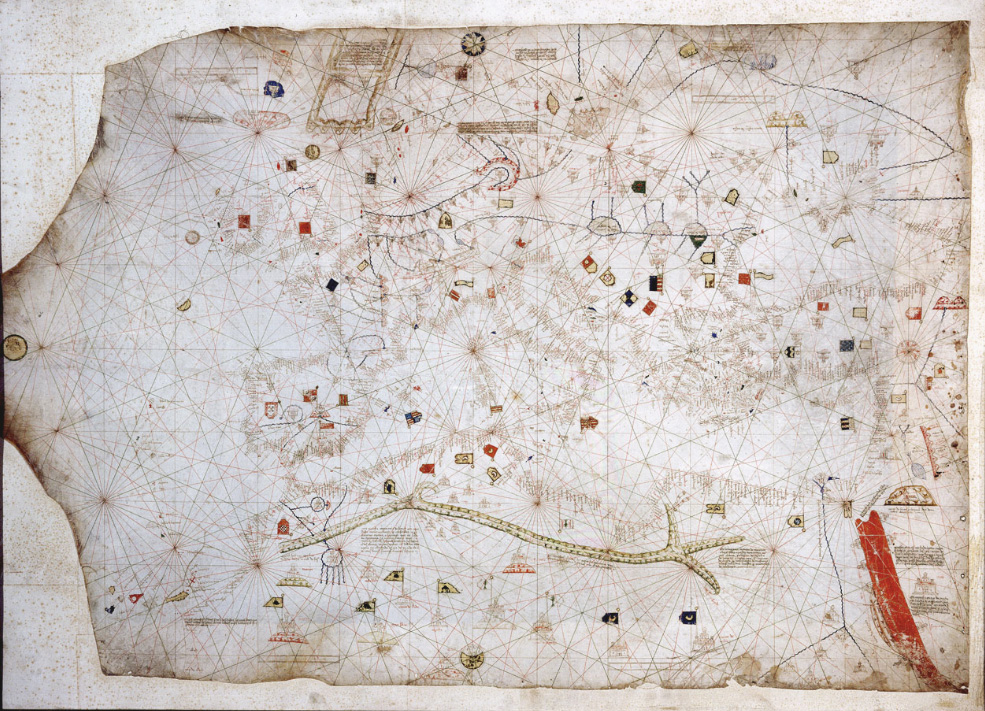
Carte de Naples
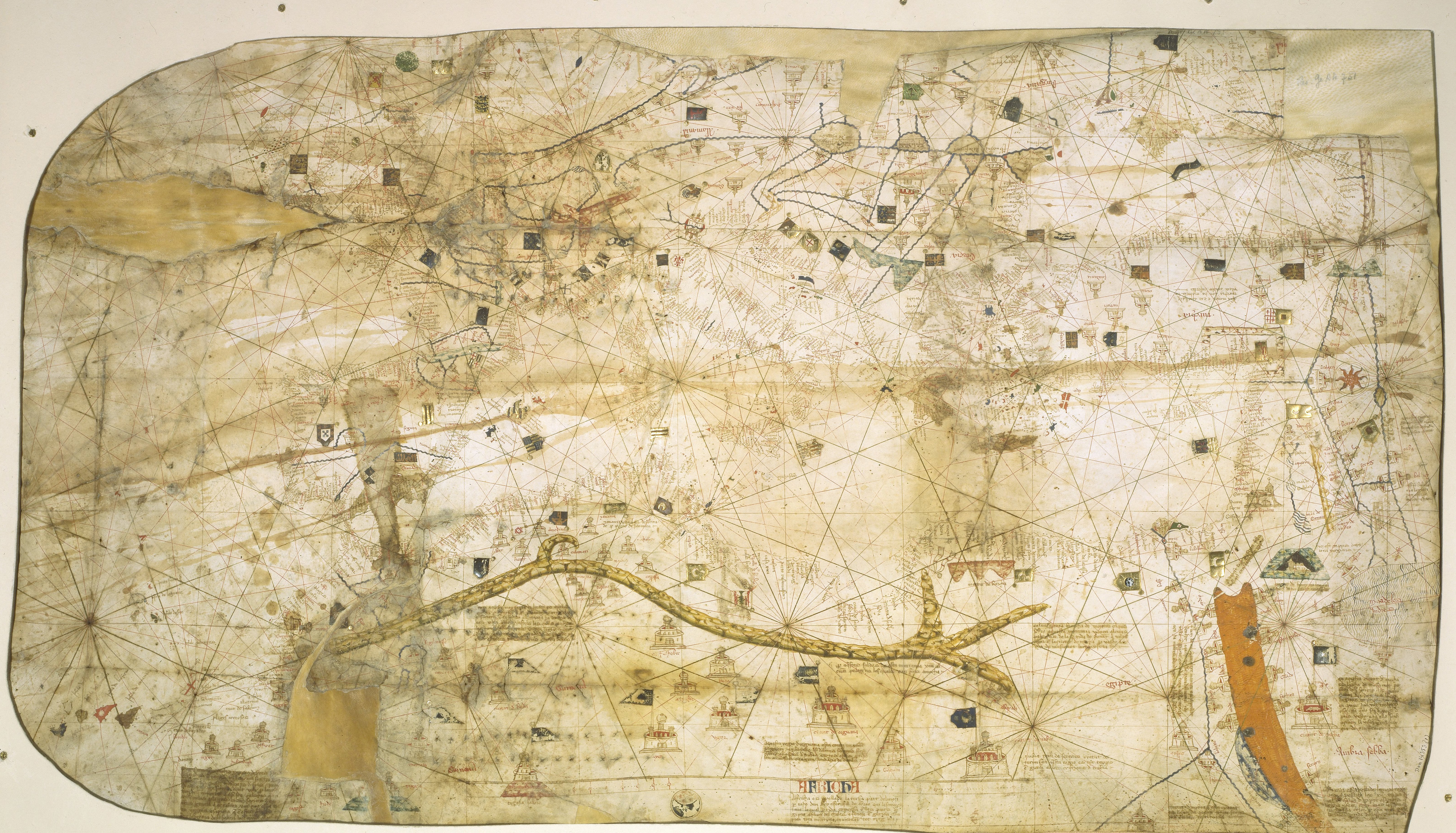
Carte de Paris

## Notes et références

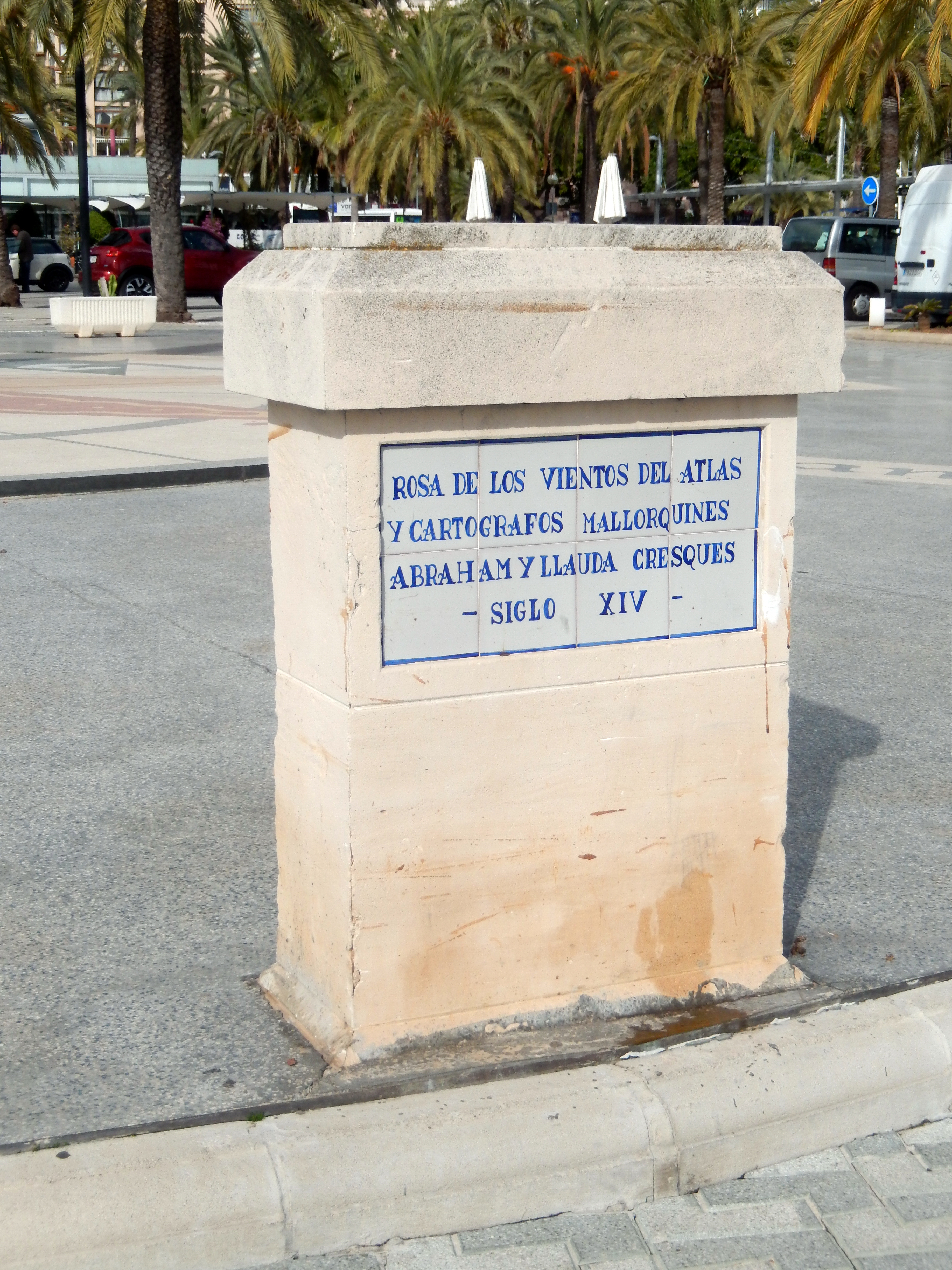
Stèle commémorative à Palma